# Боро Чаушев
Боро Чаушев (на македонска литературна норма: Боро Чаушев) е югославски партизанин, генерал-майор и деец на НОВМ.

## Биография
Роден е на 6 ноември 1917 година в Неготино, тогава окупирано от Българската армия по време на Първата световна война. Железничарски работник. Става подред член на СКМЮ и ЮКП през 1940 година. На следващата година е в Местния комитет на ЮКП за Неготино. Включва се в НОВМ като партизанин от Тиквешки народоосвободителен партизански отряд „Добри Даскалов“. Впоследствие е политически комисар на Народоосвободителен батальон „Страшо Пинджур“ в рамките на втора македонска ударна бригада.. От 17 до 30 септември е политически комисар на четиринадесета македонска младежка ударна бригада „Димитър Влахов“. По-късно е в редиците на четвърта бригада в рамките на 41, 48 и 50 дивизия, където първоначално е четен политически комисар, а после и дивизионен. Делегат е на Първото заседание на АСНОМ. След Втората световна война става командир на Народната милиция в Македония (от 1950), командир на Главния щаб за народна отбрана на Социалистическа република Македония. Влиза и в ЦК на КПМ и в Съветът на Федерацията. Народен представител в няколко събрания на СФРЮ и СРМ. Носител е на Партизански възпоменателен медал 1941 година.

## Награди
- Партизански възпоменателен медал, 1941 година
- Орден на братството и единството със златен венец;
- Орден за заслуги пред народа със златна звезда.